# Степпаж
Степпа́ж (от фр. steppage — бег рысью), перонеальная, петушиная походка — нарушение походки, обусловленное отвислой стопой, наблюдается при периферическом парезе малоберцовой группы мышц. При степпаже больной высоко поднимает ногу, выбрасывает её вперед и резко опускает. Осанка больного прямая, шаги ритмичные, руки совершают махательные движения.

## Причины
- Синдром Гийена — Барре — временный степпаж различной выраженности, обычно на стадии выздоровления.
- Атрофия перонеальных мышц, в том числе обусловленная грыжей поясничного диска — односторонний степпаж, при парезе и атрофии мышц нижней конечности.
- Рассеянный склероз — выраженность степпажа меняется в зависимости от фазы заболевания.
- Травма перонеального нерва — степпаж обусловлен компрессией нерва
- Полиомиелит — степпаж односторонний, временный, развивается после острой стадии заболевания.
- Полинейропатия — односторонний или двухсторонний степпаж, продолжительность и симметричность зависят от причины полинейропатии.[5]